# Mearim
Mearim – rzeka w Ameryce Południowej w północnej-wschodniej Brazylii, w stanie Maranhão. Liczy 800 km długości, a powierzchnia dorzecza wynosi 84 tys. km². Rzeka wypływa na Wyżynie Brazylijskiej, a uchodzi do zatoki São Marcos.
Na rzece występują liczne progi i wodospady.